# August Verleger
August Verleger (geboren 7. August 1883 in Gütersloh; gestorben 13. Oktober 1951 in Frankfurt am Main) war ein deutscher Sozialpädagoge, Schriftsteller und Verleger.

## Leben
August Verleger war eines von zehn Kinder des Eisenbahnarbeiters Wilhelm Verleger. Nach der Volksschule besuchte er die Präparandenanstalt in Schildesche und anschließend dort das Lehrerseminar. 1903 und 1905 legte er die erste und zweite Lehramtsprüfung ab. Aus seiner ersten Ehe mit Hedwig Verleger hatte er zwei Kinder, nach der Scheidung heiratete er 1931 die Fürsorgerin Lene Mann. Verleger arbeitete als Lehrer in Veltheim (1903), Hartum (1903/04), an der Präparandie und am Rettungshaus in Schildesche (1904–1908) und an einer Volksschule in Duisburg (1909).
Zum Schuljahr 1909 wurde er in den Schuldienst an die Hölderlin-Schule in Frankfurt am Main versetzt und legte dort 1913 die Prüfung zum Mittelschullehrer und 1914 zum Schulrektor ab. Nebenher verfasste er Schulbücher. 1919 übertrug ihm die Frankfurter Schuldepudation die Leitung der Jugendherberge, eines Fürsorgeheims für gefährdete männliche Jugendliche. Die Einrichtung zog 1921 aus den sehr beengten Räumen im ehemaligen Senckenbergischen Spital in der Stiftstraße in das ehemalige Bockenheimer Krankenhaus in der Ginnheimer Landstraße 40 um. Am neuen Standort und unter dem neuen Namen Westendheim entwickelte Verleger unter dem Eindruck der reformpädagogischen Arbeit von Karl Wilker im Berliner Fürsorgeheim „Lindenhof“ ein offenes Erziehungsheim mit 120 Plätzen. Die Jugendlichen durften ihre Arbeits- und Freizeit überwiegend außerhalb des Heims verbringen. Verleger schloss sich einem Arbeitskreis zur Individualpsychologie Alfred Adlers an. Er fand Unterstützung beim Frankfurter Jugendamt und bei Mitgliedern der Frankfurter Naturfreundejugend, die bei ihm unentgeltlich mitarbeiteten.
Zwei Personen, die sich im Westendheim kennenlernten, waren der spätere Schriftsteller Georg K. Glaser und der 1939 in Paris als Mörder hingerichtete Eugen Weidmann. Glaser und Weidmann begegneten sich vermutlich im November 1938 in Paris, wobei offen ist, ob Glaser von Weidmann erkannt wurde. Anfang 1938 kam es dann zu einem direkten Kontakt, da Glaser einen weiteren Bekannten, Wilhelm Dörter, zu einem Besuch bei Weidmann begleitete. Glaser hat das alles ausführlich in seinem Buch Die Geschichte des Weh geschildert, in dem Weidmann als Weh in Erscheinung tritt und Dörter als Willy Mainzer.
Die Auswirkungen der Weltwirtschaftskrise ab 1929 und die politische Radikalisierung in Deutschland erschwerten die Arbeit, die durch die Sparmaßnahmen der Notverordnung 1932 und die damit verbundene Entlassung der meisten Jugendlichen zum Erliegen kam. Das Westendheim wurde zum 31. Dezember 1932 geschlossen, und Verleger wurde nach der nationalsozialistischen Machtergreifung zum 1. Mai 1933 in den Ruhestand versetzt. Das Westendheim diente danach zeitweise als Konzentrationslager für Gewerkschaftsfunktionäre.
Verleger nahm seine literarische Arbeit zum Frankfurter Sagenschatz wieder auf, unterlag aber ab 1937 einem partiellen Publikationsverbot.
1946 gründete er mit Genehmigung der Amerikanischen Militärregierung einen Schulbuchverlag, den späteren Hirschgraben-Verlag, für Volksschulen und Sonderschulen. Daneben beteiligte er sich am Aufbau des Südwestfunks (SWF), welcher eine Vielzahl seiner Hörspiele sendete.
1965 wurde in seiner Geburtsstadt Gütersloh eine Straße (August-Verleger-Weg) nach ihm benannt.

## Werke (Auswahl)
Belletristik
- Alt-Frankfurter Sagen. Kramer, Frankfurt a. M. 1927.
- Taunussagen. Kramer, Frankfurt a. M. 1928.
- Die Wolfsangel. Die Geschichte des tapferen Fräuleins Justina von Cronstetten. Frankfurt a. M. 1931/1932.
- Heimatsagen. Alt-Frankfurter und Taunus-Sagen. 1936.
- Fernhören. Wie ein Wunschtraum der Menschheit in Erfüllung ging. Diesterweg, Frankfurt a. M 1938.
- Lüttkemanns Brink. Ein Roman von niedersächsischen Bauern. Bertelsmann, Gütersloh 1938.
- Fernhören. Roman. Tauchnitz, Halle 1941.
- Griesemanns Kolk. Erzählung. 2. Auflage. Bertelsmann, Gütersloh 1943.
- Schicksal im Dorf. Novelle. Bertelsmann, Gütersloh 1944.
- Der tiefe Brunnen. Roman. Bertelsmann, Gütersloh 1946.
- Das Wunder aus dem Nichts. Roman. Wie die deutsche Dampfmaschine entstanden ist. Hirschgraben, Frankfurt a. M. 1948.
- Rote Geranien. Erzählungen. Bertelsmann, Gütersloh 1949.
- Die gebändigte Flamme. Nikolaus August Ottos Weg zu seinem Motor. Roman. Hirschgraben, Frankfurt a. M. 1951.
- Der alte Möhle. Selbstverlag, Frankfurt a. M. 1953, postum.
- Der Mondregenbogen. Hirschgraben, Frankfurt am Main 1955.
- Der Weg durch die Hölle. Baron Götz und Karl XII. Roman. Parzeller, Fulda 1960.
- Wie Gräweken ein Graf wurde. Erzählung. Bechauf, Bielefeld 1961.
- Das Puppenhaus. Erzählung. Bechauf, Bielefeld 1961.
- Januar-Sagen.
- Döttelken. Erzählung.

Aufsätze
- Kritisches zur Fürsorgeerziehung, in: Zentralblatt für Jugendrecht und Jugendwohlfahrt, Heft 7, 1930, S. 234–239.
- Das offene Erziehungsheim, in: Freie Wohlfahrtspflege, Heft 4, 1931, S. 250–260.
- Werden und Wirken im Westendheim. 61 Hefte. Frankfurt am Main 1925–1930.